# 機能主義 (社会学)
社会学における機能主義（きのうしゅぎ、英: functionalism）とは、社会的諸部分によるある事象を、それ以外の事象ないしより上位の社会的全体に対して何らかのかたちで貢献するか否かという視点から捉え、評価し解釈する方法論的アプローチである。パーソンズに始まる社会システム論（構造機能主義）、ロバート・マートンの中範囲理論、G.H.ミードに発するシンボリック相互作用論、ピーター・ブラウらの社会的交換理論を総称して「機能主義社会学」と呼ばれることも多い。機能（function）概念は、関数（function）の意も併せ持つ。カッシーラーによって「実体概念」から「関数概念」へと学問的展開がたどられ、機能と関数は科学史上共通の基盤をもつものとみなされた。

## 特徴

### 行為理論からの出発
機能主義社会学では、まずは行為理論に準拠し、人間行為の目的を欲求充足にあると考える。しかしながら人間は単独ではそれらの欲求を満たすことができないために社会システムを形成し、目的や手段、条件としての他者との共同の欲求の充足を目指すことになる。
この社会システムの機能は、本来的には個人の行為者、すなわちパーソナリティ・システムの欲求充足にあるわけであるが、しかしひとたび社会システムが形成されると、社会システムとパーソナリティ・システムは、相互に独立した、レベルの異なるシステムとして存在するようになる。

### 道徳的合意の重要性
社会手における秩序と安定性を維持する上で、道徳的合意の重要性を強調する。道徳的合意は、社会の殆どの人々が同じ価値を共有している場合に見いだせる。秩序と均衡を、社会の正常な状態とみなす、社会的均衡状態は、社会成員の間で道徳的合意が存在することに基づく（→デュルケーム）。

### 潜在的機能
社会的活動ないし社会制度は他のなんらかの社会的活動に対し潜在的機能を果たす事がある。例えば、機能主義者の主張によれば、拡大家族の形態から核家族への変化は、個々の家族成員の意図がどうであれ、産業化の過程を促進した（産業化への潜在的機能を果たした）という。

### 機能・逆機能による構造形成・変動
そして、機能主義では、社会システムはそれ自身の存続のために社会システム自体としての機能的要件の充足を求めるようになると考える。パーソンズの主張によれば、社会が存続するうえで必ず満たされるべき必要条件があるのであって、それを満たすのが社会制度と考えねばならない。またデュルケームは、宗教活動は社会の統合と安定に寄与するものとしてこそもっともよく理解できると主張した。つまり、機能主義は、システムの機能および逆機能という視点を持ち込むことによって、システムにおける構造形成とその変動についての説明を可能にするのである。ここでの機能とは社会システムの目的達成ないし必要性の充足に対して部分が果たす貢献であり、そのような貢献がうまくいった場合には部分の現行のあり方は維持されうるが、そうでない場合には変動に向かうことを余儀なくされる、という説明図式である。
機能主義社会学は、こうして社会が形成される理由をそれが果たす機能によって説明するとともに、個人レベルと社会レベルとを独立させることによって、個人の観点からの目的論的説明を避けようとした。

## 批判
- 機能主義では社会的葛藤や他の形態の不安定性を説明出来ない。なぜなら機能主義は、あらゆる社会的活動が社会を安定させるよう円滑に相互作用しているとみるからである。
- 現存の機能的関係を撹乱するようなメカニズムがなんら見られないので、変化ということを説明出来ない。
- 社会的活動の存在をその結果あるいは効果ということから説明する点で、機能主義は目的論の一形態。
- 個々人が自身の行為に付与している意味を無視して、単に行為の結果だけに焦点を合わせている[2]。

## 学説史における位置づけ

### 初期
機能主義の古典的な形態は、社会有機体説と社会機械論である。とりわけ、社会有機体説は、19世紀社会学理論の形態として大きな役割を果たしたが、アナロジーによる説明にとどまるという限界性があった。機能主義の思想はマリノフスキー、ラドクリフ=ブラウンに代表されるイギリス社会人類学を経て、社会学にも取り入れられた。

### 展開
その後、社会システムや環境に対する適応、機能、構造、過程といった説明概念が新たに社会分析のための装置として組み込まれるようになる。具体的には、エミール・デュルケムによる分業の機能の説明や、ラドクリフ・ブラウンによる親族の機能についての説明である。
1960年代まで、とりわけ米国では社会学理論の主導的な伝統であった。パーソンズとマートンは、両者ともデュルケームに幅広く負っているが、機能主義の信奉者だった。
また、一般システム理論の社会システム論への導入もすすみ、この流れは、パーソンズらの構造機能主義へと結実するに至った。また、1980年代の中頃、アメリカにおいてジェフリー・アレクサンダーを中心として、パーソンズの社会理論の批判的継承を目指すネオ機能主義の立場が生まれた。批判的な主張としては、パーソンズらが、葛藤や分裂を生み出す要因に考慮せず、社会的凝集性をもたらす要因を過度に強調した結果、階級や人種、ジェンダーといった要因に基づく分裂や不平等状態が過小評価される。創造性のある社会的行為が社会の中で果たす役割を重要視していない。機能分析は社会が備えてもいない特質を社会に付与している。「ニーズ」や「目的」といった概念は目的論的であると批判を受けている。しかし、マートンの機能分析は、ギデンズの構造の再生産理論だけでは限界があった、マリノフスキーの人類学が取り上げブラウが再論したクラの例や機能的等価の論理がルーマンの社会システム論や社会運動論で頻用されている点などからして、応用範囲は残されている。